# سفيتلانا سافيتسكايا
سفيتلانا يفغينيفنا سافيتسكايا (بالروسية: Светлана Евгеньевна Савицкая)‏ (وُلدت في 8 أغسطس 1948) هي طيارة سوفيتية متقاعدة، ورائدة فضاء سافرت على متن المركبة الفضائية سويوز تي-7 في عام 1982، لتصبح ثاني امرأة تسافر إلى الفضاء. أصبحت أوّل امرأة تسافر مرتين إلى الفضاء بعد القيام بمهمة عام 1984، والامرأة الأولى التي نفّذت عملية سير في الفضاء.
سجلت العديد من الأرقام القياسية في الاتحاد العالمي للرياضات الهوائية بصفتها طيارة.

## نشأتها وعملها المبكر
وُلدت سفيتلانا سافيتسكايا في عائلة مميزة. كان والدها يفغاني سافيتسكي طيارًا مقاتلًا مُقلدًا بالأوسمة في الحرب العالمية الثانية، شغل منصب نائب القائد العام لقوات الدفاع الجوية السوفيتية.
بدأت سافيتسكايا بالقفز المظلي دون علم والديها في عمر السادسة عشرة. عندما علم والدها، دعم ميولها. كانت قد أتمت 450 قفزة بحلول عيد ميلادها السابع عشر. وفي العام الذي يليه، حملت الرقم القياسي في القفز من ارتفاعات 13,800 متر و14,250 مترًا.
بعد تخرجها عام 1966، التحقت بمعهد موسكو الحكومي للطيران، وهناك أخذت دروسًا في الطيران. في عام 1971، حصلت على شهادة مدرّبة طيران. بعد تخرجها من معهد موسكو الحكومي للطيران في عام 1972، تدربت كطيار تجريبي (الطيار التجريبي: الطيار الذي يفحص أداء الطائرات) في مدرسة فيدوتوف للطيارين التجريبيين وتخرجت في عام 1976. ذهبت في مايو من عام 1978 للعمل في شركة تصنيع الطائرات ياكوفليف بوظيفة طيار تجريبي.
كانت عضوًا في الفريق الوطني السوفيتي للاستعراض الجوي. وفي بطولة العالم للاستعراض الجوي التي ينظمها معهد موسكو الحكومي للطيران في يوليو عام1970 في هولافينغتون، حلّقت بطائرة ياكوفليف ياك18- وفازت ببطولة العالم برفقة فريق كل أفراده من النساء. حلّت في المرتبة الثالثة في بطولة العالم المقامة في مدينة سالون دو بروفانس عام 1972، وحلّت في المركز الخامس في كييف بواسطة مركبة ياكوفليف ياك50-.

## البرنامج الفضائي السوفيتي
في عام 1979، اشتركت سافيتسكايا في عملية اختيار المجموعة الثانية من رواد الفضاء الإناث. في يوليو عام 1980، قُبلت رسميًا في مجموعة رواد الفضاء. وتخطت امتحانها في 24 فبراير من عام 1982.

### رحلتها الأولى: مركبة سويوز الفضائية تي-7 / تي-5
في ديسمبر عام 1981، استعدّت سافيتسكايا لرحلتها الفضائية الأولى، وهي رحلة قصيرة الأمد إلى محطة الفضاء ساليوت 7، من أجل استبدال الطاقم الأصلي. كان ليونيد بوبوف قائد هذه المهمة، والذي شكلت هذه الرحلة رحلته الثالثة، وكانت أوّل رحلة لمهندس الطيران ألكسندر سيربروف.
أُطلقت سويوز تي-7 في 19 أغسطس من عام 1982، ما جعل سافيتسكايا ثاني امرأة تسافر إلى الفضاء، بعد مضي 19 عامًا على سفر فالينتينا تريشكوفا. رسا الروّاد الثلاثة في محطة الفضاء في اليوم التالي، حيث استقبلهم أناتولي بريزوفوي وفالنتين ليبيديف. كانت هذه المرة الأولى التي يتواجد فيها طاقم مختلط على متن محطة الفضاء. خُصصت الوحدة المدارية من مركبة سويوز تي-7 بمثابة منطقة خاصة لسافيتسكايا، لكنها نامت كما الرجال في محطة الفضاء. في 27 أغسطس من عام 1982، عاد بوبوف وسافيتسكايا وسيربروف إلى الأرض على متن مركبة الفضاء سويوز تي-5.
في عام 1995، أجرت سافيتسكايا مقابلة مع الصحفية كلارا جيرماني من صحيفة بالتيمور سن. وقد ذكرت أنها واجهت بعض التحيز الجنسي من زملائها الذكور في الطاقم، وعند دخولها محطة الفضاء لأول مرة، قدّم لها فالنتين ليبيديف مريولًا وأخبرها أن تذهب إلى العمل. وقالت: «تمكنت بسرعة من إقامة علاقة عمل مهنية معهم».

### رحلتها الثانية: سويوز تي-12
حصلت على رحلتها الثانية في ديسمبر عام 1983، متضمنةً النشاط خارج المحطة الفضائية. أُعلن أنها ستقوم بنشاط خارج المحطة الفضائية على الملأ بعد رحلة رائدة الفضاء الأمريكية كاثي سوليفان بثلاثة أسابيع. ومرة أخرى، كانت هذه الرحلة قصيرة الأمد إلى المحطة الفضائية ساليوت 7، لنقل الأدوات إلى محطة الفضاء ليتمكن الطاقم الثالث المقيم من إصلاح خط الوقود.
في 17 يوليو من عام 1984، انطلقت سافيتسكايا على متن المركبة الفضائية سويوز تي-12، برفقة القائد فلاديمير دزانيبيكوف ورائد فضاء الأبحاث إيغور فولك. في 25 يوليو عام 1984، أصبحت سافيتسكايا أول امرأة تسير في الفضاء، وأجرت النشاط خارج محطة الفضاء ساليوت 7 لمدة ثلاث ساعات و35 دقيقة، وخلال هذا الوقت قصّت المعادن ولحمتها في الفضاء مع زميلها فلاديمير دزانيبيكوف. سافيتسكايا هي الامرأة الوحيدة من بين 57 رائد فضاء روسي/سوفيتي قاموا بعمليات السير في الفضاء حتى عام 2010. عادت إلى الأرض في 29 يوليو من عام1984 .
ذكرت سافيتسكايا أنها كانت قلقة خلال رحلتها الثانية في ما يخص القيام باللحام خارج المحطة. وقالت: «لم أفهم ما المغزى من هذا الأمر، لربما نحرق بدلاتنا الفضائية أو أي شيء خارج المركبة الفضائية». لكن أسكت أداؤها الممتاز في كلا الرحلتين النقاد الذين شككوا في قدرة المرأة على القيام بالمهمات الفضائية.

### إمكانية رحلة ثالثة
عند عودتها إلى الأرض، عُيّنت سافيتسكايا رئيسة طاقم مكون من النساء فقط ليسافر إلى المحطة الفضائية ساليوت 7 في إحياء ذكرى يوم المرأة العالمي. في فبراير من عام 1985، فُقد الاتصال اللاسلكي مع ساليوت 7. في صيف 1985، أنقذت المركبة الفضائية سويوز تي-13 محطة الفضاء. أُلغيت المهمة التالية في نوفمبر 1985 بسبب مرض القائد فلاديمير فاسيوتن، وفي نهاية المطاف، أُلغيت الرحلة النسائية. بالإضافة إلى فشل رحلتين لسويوز في 1983، وهما سويوز تي-8 وسويوز تي-10-1، لم تعد هنالك مركبات متوفرة من طراز سويوز. كان من الممكن لاحقًا استخدام المركبة سويوز-تي إم في الطيران إلى محطة الفضاء مير، غير أن هذه الخطة لم تُنفذ بسبب حمل سافيتسكايا في عام 1986.

## سيرتها الذاتية

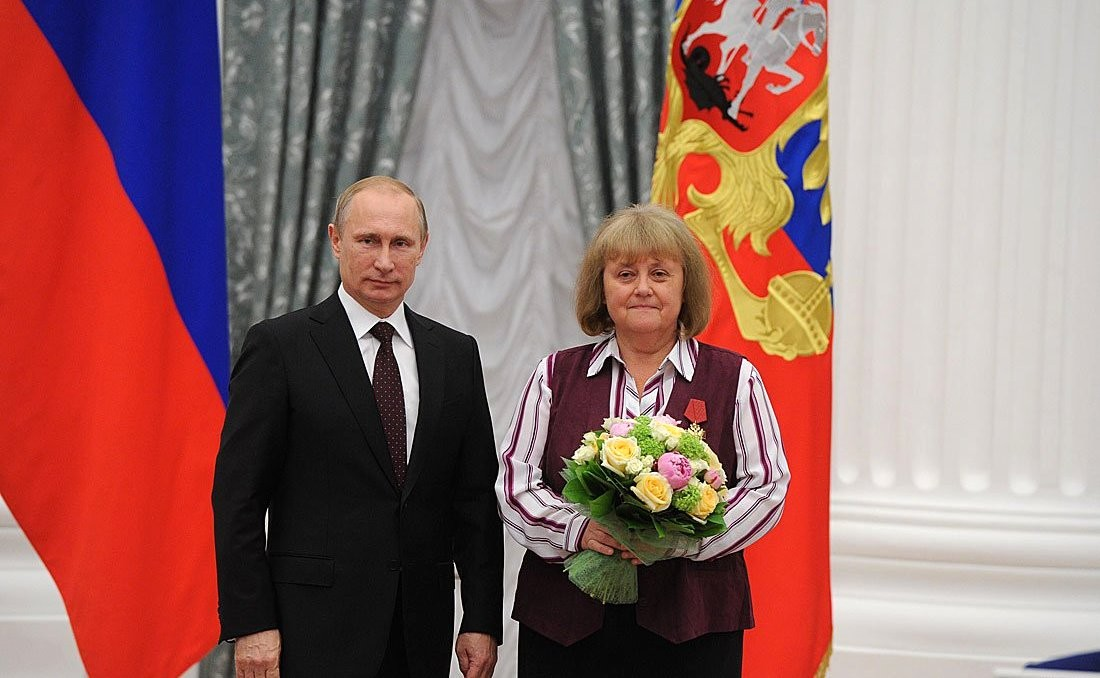
حصلت سفيتلانا سافيتسكايا على وسام الاستحقاق للوطن من الدرجة الرابعة

سافيتسكايا امرأة متزوجة، لديها ولد واحد، وُلد في عام 1986. في فبراير من عام 1986، تخرجت من المدرسة التقنية العليا في موسكو. شغلت سافيتسكايا منصب نائب الرئيس في شركة «إن بّي أو إنيرجيا» بين عامي 1983 و1994.
باعتبارها شيوعية ملتزمة، انتُخبت سافيتسكايا نائبة للشعب في اتحاد الجمهوريات الاشتراكية السوفيتية في عام 1989، ونائبة للشعب في روسيا في عام 1990، واستمرت في هذا المنصب حتى 1992. لم ترحّب بانهيار الاتحاد السوفيتي في أوائل التسعينيات، مشيرة إلى أن كل ما عمله والداها بجد من أجل بنائه دُمّر في ليلة وضحاها، وكانت سعيدة لأنهما لم يكونا على قيد الحياة لرؤية هذا.
تقاعدت سافيتسكايا من القوات الجوية الروسية في عام 1993 بمرتبة رائد. عملت أستاذًا مساعدًا في الاقتصاد والاستثمار في معهد موسكو الحكومي للطيران في عامي 1994 و1995. في عام 1996، انتُخبت نائبة في مجلس الدوما الذي يمثل الحزب الشيوعي لروسيا الاتحادية، ومنذ ذلك الوقت، أُعيد انتخابها أربع مرات. تشغل حاليًا منصب نائب رئيس لجنة الدفاع، وهي أيضًا عضو في هيئة مجلس التنسيق للاتحاد الوطني.

## التكريمات والجوائز
- بطل الاتحاد السوفيتي، مرتان (1982، 1984).
- وسام لينين، مرتان (1982، 1984).
- وسام شارة الشرف (1976).
- ميدالية الاستحقاق في استكشاف الفضاء (12 أبريل عام 2011)؛ لإنجازاتها العظيمة في مجال الأبحاث، وتطوير واستخدام الفضاء الخارجي، وسنوات عديدة من العمل المخلص، والأنشطة العامة.
- رائدة فضاء - طيارة في اتحاد الجمهوريات الاشتراكية السوفيتية.
- ماجستير فخري في الرياضة.
- ميدالية ذهبية و18 جائزة في الاتحاد العالمي للرياضات الهوائية.
- 16 ميدالية ذهبية، في الألعاب الرياضية في اتحاد الجمهوريات الاشتراكية السوفيتية.
- ميدالية خاصة للرقم القياسي العالمي لأكثر امرأة بقيت في الفضاء.
- المواطن الفخري لبايكونور في عام 1982.
- كانت سافيتسكايا واحدة من خمسة رواد فضاء اختيروا لرفع العلم الروسي في مراسم افتتاح
- الأولمبياد الشتوي في سوتشي عام 2014.[12]
- سُمّي الكويكب 4118 سفيتا باسمها.